# Regierung Whitlam III
Die Regierung Whitlam III regierte Australien vom 12. Juni 1974 bis zum 11. November 1975. Es handelte sich um eine Regierung gestellt von der Labor Party.
Bei der Parlamentswahl vom 18. Mai 1974 verlor Labor einen Sitz im Repräsentantenhaus, behielt aber mit 66 von 127 Sitzen die absolute Mehrheit. Im Senat gewann Labor 3 Mandate, hatte mit 29 von 60 keine Mehrheit. Auch die Folgeregierung wurde von Labor unter Premierminister Whitlam gestellt. Als die Opposition die Haushaltsgesetze der Regierung im Senat blockierte, ersuchte Premierminister Whitlam Generalgouverneur John Kerr um die Wahl des halben Senats. Kerr erklärte Whitlam daraufhin für abgesetzt und ernannte Malcolm Fraser, den Vorsitzenden der Liberal Party, zum neuen Ministerpräsidenten – der Vorgang ist als Australische Verfassungskrise von 1975 bekannt.

## Ministerliste
| Amt                                                                       | Minister        | Amtszeit                              | Bild |  |
| ------------------------------------------------------------------------- | --------------- | ------------------------------------- | ---- |  |
| Premierminister                                                           | Gough Whitlam   | 12. Juni 1974 – 11. November 1975     |      |  |
| Stellvertretender Premierminister                                         | Jim Cairns      | 12. Juni 1974 – 2. Juli 1975          |      |  |
| Stellvertretender Premierminister                                         | Frank Crean     | 14. Juli 1975 – 11. November 1975     |      |  |
| Minister für Überseehandel                                                | Jim Cairns      | 12. Juni 1974 – 11. Dezember 1974     |      |  |
| Minister für Überseehandel                                                | Frank Crean     | 11. Dezember 1974 – 11. November 1975 |      |  |
| Minister für Rohstoffe und Energie                                        | Rex Connor      | 12. Juni 1974 – 14. Oktober 1975      |      |  |
| Minister für Rohstoffe und Energie                                        | Ken Wriedt      | 14. Oktober 1975 – 11. November 1975  |      |  |
| Sozialminister                                                            | Bill Hayden     | 12. Juni 1974 – 6. Juni 1975          |      |  |
| Sozialminister                                                            | John Wheeldon   | 6. Juni 1975 – 11. November 1975      |      |  |
| Generalstaatsanwalt                                                       | Lionel Murphy   | 12. Juni 1974 – 10. Februar 1975      |      |  |
| Generalstaatsanwalt                                                       | Kep Enderby     | 10. Februar 1975 – 11. November 1975  |      |  |
| Minister für Zölle und Verbrauchssteuern                                  | Lionel Murphy   | 12. Juni 1974 – 10. Februar 1975      |      |  |
| Minister für Zölle und Verbrauchssteuern                                  | Kep Enderby     | 10. Februar 1975 – 27. März 1975      |      |  |
| Minister für Polizei und Zölle                                            | Kep Enderby     | 27. März 1975 – 6. Juni 1975          |      |  |
| Minister für Polizei und Zölle                                            | Jim Cavanagh    | 6. Juni 1975 – 11. November 1975      |      |  |
| Außenminister                                                             | Don Willesee    | 12. Juni 1974 – 11. November 1975     |      |  |
| Schatzminister                                                            | Frank Crean     | 12. Juni 1974 – 11. Dezember 1974     |      |  |
| Schatzminister                                                            | Jim Cairns      | 11. Dezember 1974 – 6. Juni 1975      |      |  |
| Schatzminister                                                            | Bill Hayden     | 6. Juni 1975 – 11. November 1975      |      |  |
| Minister für Dienstleistungen und Grundbesitz                             | Fred Daly       | 12. Juni 1974 – 7. Oktober 1975       |      |  |
| Minister für administrative Dienstleistungen                              | Fred Daly       | 7. Oktober 1975 – 11. November 1975   |      |  |
| Minister für die Medien                                                   | Doug McClelland | 12. Juni 1974 – 6. Juni 1975          |      |  |
| Minister für die Medien                                                   | Moss Cass       | 6. Juni 1975 – 11. November 1975      |      |  |
| Verteidigungsminister                                                     | Lance Barnard   | 12. Juni 1974 – 6. Juni 1975          |      |  |
| Verteidigungsminister                                                     | Bill Morrison   | 6. Juni 1975 – 11. November 1975      |      |  |
| Landwirtschaftsminister                                                   | Ken Wriedt      | 12. Juni 1974 – 21. Oktober 1975      |      |  |
| Landwirtschaftsminister                                                   | Rex Patterson   | 21. Oktober 1975 – 11. November 1975  |      |  |
| Minister für die Entwicklung des Nordens                                  | Rex Patterson   | 12. Juni 1974 – 11. November 1975     |      |  |
| Minister für das Northern Territory                                       | Rex Patterson   | 12. Juni 1974 – 6. Juni 1975          |      |  |
| Minister für Northern Australia                                           | Rex Patterson   | 6. Juni 1975 – 21. Oktober 1975       |      |  |
| Minister für Northern Australia                                           | Paul Keating    | 21. Oktober 1975 – 11. November 1975  |      |  |
| Minister für Arbeit und Einwanderung                                      | Clyde Cameron   | 12. Juni 1974 – 6. Juni 1975          |      |  |
| Minister für Arbeit und Einwanderung                                      | Doug McClelland | 6. Juni 1975 – 11. November 1975      |      |  |
| Bildungsminister                                                          | Kim Beazley     | 12. Juni 1974 – 11. November 1975     |      |  |
| Special Minister of State                                                 | Lionel Bowen    | 12. Juni 1974 – 6. Juni 1975          |      |  |
| Special Minister of State                                                 | Doug McClelland | 6. Juni 1975 – 11. November 1975      |      |  |
| Minister für Repatriierung und Entschädigung                              | John Wheeldon   | 12. Juni 1974 – 11. November 1975     |      |  |
| Minister für ländliche und regionale Entwicklung                          | Tom Uren        | 12. Juni 1974 – 11. November 1975     |      |  |
| Generalpostmeister                                                        | Reg Bishop      | 12. Juni 1974 – 11. November 1975     |      |  |
| Minister für Wohnraum und Wohnungsbau                                     | Les Johnson     | 12. Juni 1974 – 6. Juni 1975          |      |  |
| Minister für Wohnraum und Wohnungsbau                                     | Joe Riordan     | 6. Juni 1975 – 11. November 1975      |      |  |
| Verkehrsminister                                                          | Charles Jones   | 12. Juni 1974 – 11. November 1975     |      |  |
| Gesundheitsminister                                                       | Doug Everingham | 12. Juni 1974 – 11. November 1975     |      |  |
| Minister für das produzierende Gewerbe                                    | Kep Enderby     | 12. Juni 1974 – 10. Februar 1975      |      |  |
| Minister für das produzierende Gewerbe                                    | Doug McClelland | 10. Februar 1975 – 6. Juni 1975       |      |  |
| Minister für das produzierende Gewerbe                                    | Lionel Bowen    | 6. Juni 1975 – 11. November 1975      |      |  |
| Minister für das Hauptstadtterritorium                                    | Gordon Bryant   | 12. Juni 1974 – 11. November 1975     |      |  |
| Minister für Umwelt und Naturschutz                                       | Moss Cass       | 12. Juni 1974 – 21. April 1975        |      |  |
| Umweltminister                                                            | Moss Cass       | 21. April 1975 – 6. Juni 1975         |      |  |
| Umweltminister                                                            | Jim Cairns      | 6. Juni 1975 – 2. Juli 1975           |      |  |
| Umweltminister                                                            | Gough Whitlam   | 2. Juli 1975 – 14. Juli 1974          |      |  |
| Umweltminister                                                            | Joe Berinson    | 14. Juli 1974 – 11. November 1975     |      |  |
| Minister für Aborigines                                                   | Jim Cavanagh    | 12. Juni 1974 – 6. Juni 1975          |      |  |
| Minister für Aborigines                                                   | Les Johnson     | 6. Juni 1975 – 11. November 1975      |      |  |
| Wissenschaftsminister                                                     | Bill Morrison   | 12. Juni 1974 – 6. Juni 1975          |      |  |
| Minister für Wissenschaft und Verbraucher                                 | Clyde Cameron   | 6. Juni 1975 – 11. November 1975      |      |  |
| Minister für Tourismus und Erholung                                       | Frank Stewart   | 12. Juni 1974 – 11. November 1975     |      |  |
| Vizepräsident des Executive Council                                       | Frank Stewart   | 12. Juni 1974 – 11. November 1975     |      |  |
|                                                                           |                 |                                       |      |  |
| Assistant Minister zur Unterstützung des Premierministers                 | Lionel Bowen    | 12. Juni 1974 – 6. Juni 1975          |      |  |
| Assistant Minister zur Unterstützung des Premierministers                 | Doug McClelland | 6. Juni 1975 – 11. November 1975      |      |  |
| Assistant Minister im Sozialministerium                                   | Frank Stewart   | 6. Juni 1975 – 11. November 1975      |      |  |
| Assistant Minister im Außenministerium für Papua-Neuguinea                | Bill Morrison   | 12. Juni 1974 – 6. Juni 1975          |      |  |
| Assistant Minister im Außenministerium für die pazifischen Inseln         | Bill Morrison   | 6. Juni 1975 – 11. November 1975      |      |  |
| Assistant Minister im Schatzministerium                                   | Frank Stewart   | 12. Juni 1974 – 11. November 1975     |      |  |
| Assistant Minister im Verteidigungsministerium                            | Bill Morrison   | 12. Juni 1974 – 6. Juni 1975          |      |  |
| Assistant Minister im Verteidigungsministerium                            | Reg Bishop      | 6. Juni 1975 – 11. November 1975      |      |  |
| Assistant Minister im Ministerium für Repatriierung und Entschädigung     | Frank Stewart   | 6. Juni 1975 – 11. November 1975      |      |  |
| Assistant Minister im Ministerium für ländliche und regionale Entwicklung | Joe Riordan     | 6. Juni 1975 – 11. November 1975      |      |  |